# Anthurium apanui
Anthurium apanui Croat, 2005 è una pianta della famiglia delle Aracee, endemica del Perù.